# Контреліта
Контреліта — політично активна, організована і впливова група, яка докладає максимум ресурсів і зусиль у політичній боротьбі, щоб у майбутньому змінити чинну еліту і захопити владу. Опозиційна по відношенню до правлячої політичної еліти частина бюрократії, соціальна група, яка бореться за право на входження в еліту або створення нової; суб'єкт політики, який діє досить організовано (легально чи ні) і прагне отримати владу в свої руки або передати її іншій політичній силі.

## Опис
Досвід історії свідчить, що один і той же ведучий клас не є одночасно домінуючим у всіх сферах суспільного життя: історично прогресивний клас панує, як правило, в економічних та ідеологічних сферах, а історично відживаючий клас — у сфері державної влади. На етапі формування капіталізму класу феодалів, наприклад, що володів державною владою, мало бути протиставлено прогресивний клас буржуазії, який домінував в економічних та ідеологічних сферах. За сучасних умов, коли в розвинених країнах йде процес переходу до постіндустріальної стадії розвитку і можливо припустити, що урядовій еліті, яка безпосередньо володіє владою і здійснює її, може протистояти, наприклад, як контр-елітна група політичного тиску, або може виникнути протистояння між фракціями політичної еліти, що належать до різних політичних партій, члени якої входять як в еліту, так і в групу політичного тиску; в такому разі фракцію більшості можна назвати елітою, а фракцію в опозиції, — контр-елітою.
Контреліти утворено переважно з політичних функціонерів, які намагаються послабити владу еліти (наприклад, в парламенті) і взяти на себе частину її функцій. Для сучасної України це особливо характерно, оскільки в її політичній системі присутня абсолютна інтеграція адміністративної та політичної влади. Хоча в політиці можливо також виникнення ситуації, коли соціальна група, яка не входить до складу чільної сили і прагне не увійти до нової еліти, а лише позбавити влади чинну еліту і створити новішу, прогресивнішу групу для кращого здійснення політичної влади.
Головна мета політичної діяльності контр-еліти — відвоювати владу в еліти. Але взяття влади з рук еліти з метою її привласнення або передачі в руки іншої політичної сили не є єдиною метою контр-еліти. Сили, що змагаються з урядом, прагнуть захопити державну машину нерідко для того, щоб реалізувати певну політичну доктрину, концепцію, програму. У разі, коли контр-еліта перебуває у формуванні, вищезазначене завдання виконують угруповання політичної еліти способом здійснення поступової модифікації політики в потрібному для них напрямку. Методи і способи дій, до яких вдається контр-еліта, включають широкий спектр політичних засобів, серед яких найпоширенішими є такі: політична пропаганда своїх цілей та ідеологічна боротьба зі своїми супротивниками в засобах масової інформації, формування громадської думки; створення політичних партій та участь у виборах; боротьба в середовищі державних органів і парламентської діяльності; створення груп політичного тиску; використання механізмів криптократії тощо.